# Малі Возокани
Мале Возокани (словац. Malé Vozokany) — село в окрузі Злате Моравце Нітранського краю Словаччини. Площа села 5,86 км². Станом на 31 грудня 2015 року в селі проживало 268 жителів.

## Історія
Перші згадки про село датуються 1295 роком.

## Населення
| Рік:            | 1994. | 2004.   | 2014.    | 2024.    |
| --------------- | ----- | ------- | -------- | -------- |
| Кількість осіб: | 308   | 325     | 272      | 359      |
| Різниця:        |       | +5,51 % | -16,30 % | +31,98 % |

| Рік:            | 2023. | 2024. |
| --------------- | ----- | ----- |
| Кількість осіб: | 359   | 359   |
| Різниця:        |       | +0 %  |